# Franciszek Kolbusz
Franciszek Jerzy Kolbusz (ur. 11 lipca 1895 w Zagorzycach, zm. wiosną 1940 w Kalininie) – kapitan piechoty Wojska Polskiego, kawaler Orderu Virtuti Militari, poseł na Sejm IV i V kadencji (1935–1939), ostatni prezydent Brześcia nad Bugiem (1938–1939). 

## Życiorys
Syn Jakuba i Zofii z Charchutów. Ukończył gimnazjum w Dębicy oraz szkołę oficerską armii austriackiej. Przed wybuchem I wojny światowej działał w Związku Strzeleckim oraz Związku Walki Czynnej. W czasie konfliktu światowego znalazł się w Legionach Polskich (od 1917 podporucznik w 1 pułku piechoty), armii austriackiej i POW (kierował obwodem Dębica). W latach 1918–1921 służył w Wojsku Polskim w Galicji Wschodniej (1918–1919) i na Wileńszczyźnie (1919), wziął również udział w III powstaniu śląskim. Zweryfikowany w stopniu kapitana ze starszeństwem z dniem 1 czerwca 1919 w korpusie oficerów piechoty.
Po demobilizacji osiadł w Lucynku na Lubelszczyźnie, gdzie prowadził własne gospodarstwo, później również w Bieżnie na Pomorzu i w latach 30. w majątku rodzinnym żony – Kątach na Podlasiu. Od 20 września 1921 był żonaty z Ludwiką Stanisławą Błociszewską h. Ostoja (1895–1942), z którą miał dwie córki: Krystynę Helenę i Izabelę Ludwikę (zm. 1976).
Z ramienia Obozu Zjednoczenia Narodowego w 1935 został wybrany na posła na Sejm IV kadencji w okręgu Pińsk, trzy lata później uzyskał reelekcję w okręgu Brześć nad Bugiem. W tym samym roku wybrano go na prezydenta miasta, którym pozostał do agresji sowieckiej na Polskę w 1939. Jesienią 1939 został aresztowany przez NKWD i wysłany do obozu w Ostaszkowie. Po odmowie współpracy z komunistami wywieziono go do Miednoje i zamordowano. Na cmentarzu Powązkowskim w Warszawie znajduje się jego symboliczny grób (kwatera 211-3-7). 

## Ordery i odznaczenia
- Krzyż Srebrny Orderu Wojskowego Virtuti Militari nr 7101 – 17 maja 1922[6][7][8]
- Krzyż Niepodległości – 2 sierpnia 1931 „za pracę w dziele odzyskania niepodległości”[9][10]
- Krzyż Oficerski Orderu Odrodzenia Polski – 11 listopada 1937 „za zasługi na polu pracy społecznej”[11]
- Krzyż Walecznych trzykrotnie, po raz pierwszy w 1921[12][13]
- Medal Pamiątkowy za Wojnę 1918–1921